# Нестерівська сільська рада (Зборівський район)
Не́стерівська сільська́ ра́да — адміністративно-територіальна одиниця та орган місцевого самоврядування у Зборівському районі Тернопільської області. Адміністративний центр — село Нестерівці.

## Загальні відомості
Нестерівська сільська рада утворена в 1991 році.
- Територія ради: 1,742 км²
- Населення ради: 404 особи (станом на 2001 рік)
- Територією ради протікає річка Нестерівка

## Населені пункти
Сільській раді підпорядковані населені пункти:
- с. Нестерівці

## Склад ради
Рада складається з 15 депутатів та голови.
- Голова ради: Баліцький Богдан Ярославович
- Секретар ради: Сямро Ольга Михайлівна

### Керівний склад попередніх скликань
| Прізвище, ім'я, по батькові  | Основні відомості                                                 | Дата обрання | Дата звільнення |
| ---------------------------- | ----------------------------------------------------------------- | ------------ | --------------- |
| Баліцький Богдан Ярославович | Сільський голова, 1975 року народження, освіта вища, безпартійний | 26.03.2006   | 31.10.2010      |
| Баліцький Богдан Ярославович | Сільський голова, 1975 року народження, освіта вища, безпартійний | 31.10.2010   |                 |

Примітка: таблиця складена за даними сайту Верховної Ради України

### Депутати
За результатами місцевих виборів 2010 року депутатами ради стали:

#### За суб'єктами висування
| Суб'єкт висування | Кількість обраних депутатів | %   |
| ----------------- | --------------------------- | --- |
| Самовисування     | 15                          | 100 |

#### За округами
| № округу | Прізвище, ім'я, по батькові | Дата визнання обраним | Освіта             | Партійна приналежність                        | Відомості про обраного депутата                                   |
| -------- | --------------------------- | --------------------- | ------------------ | --------------------------------------------- | ----------------------------------------------------------------- |
| 1        | Назар Зіновія Володимирівна | 03.11.2010            | вища               | позапартійна                                  | загальноосвітня школа І-ІІ ст. с. Нестерівців, директор           |
| 2        | Майброда Ольга Євгенівна    | 03.11.2010            | середня спеціальна | позапартійна                                  | Наша піца «Бістро» м. Тернопіль вул. С.Бандери 74, повар          |
| 3        | Черник Наталя Романівна     | 03.11.2010            | вища               | позапартійна                                  | приватний підприємець                                             |
| 4        | Зима Ганна Євгенівна        | 03.11.2010            | середня спеціальна | позапартійна                                  | ТзОВ «СЕ Борнетце Україна», інструктор по монтажу кабельних мереж |
| 5        | Нищота Євген Володимирович  | 03.11.2010            | середня спеціальна | позапартійний                                 | Відпустка по догляду за дитиною до 3 років                        |
| 6        | Горбань Юрій Мирославович   | 03.11.2010            | середня спеціальна | позапартійний                                 | тимчасово не працює                                               |
| 7        | Чайка Андрій Богданович     | 03.11.2010            | вища               | позапартійний                                 | приватний підприємець                                             |
| 8        | Сямро Ольга Михайлівна      | 03.11.2010            | середня спеціальна | позапартійна                                  | Нестерівська сільська рада, секретар                              |
| 9        | Дмитерко Марія Євгенівна    | 03.11.2010            | середня            | позапартійна                                  | СШ № 20 м. Тернопіль, прибиральник                                |
| 10       | Баліцький Андрій Петрович   | 03.11.2010            | середня спеціальна | член Всеукраїнського об'єднання «Батьківщина» | ТзОВ «Транспорт сервіс» м. Тернопіль, водій                       |
| 11       | Майброда Андрій Михайлович  | 03.11.2010            | середня спеціальна | позапартійний                                 | тимчасово не працює                                               |
| 12       | Романишин Михайло Євгенович | 03.11.2010            | середня спеціальна | позапартійний                                 | тимчасово не працює                                               |
| 13       | Котовська Марія Богданівна  | 03.11.2010            | середня спеціальна | позапартійна                                  | Нестерівська сільська рада, прибиральник                          |
| 14       | Шпак Юрій Романович         | 03.11.2010            | середня спеціальна | позапартійний                                 | НТУ ім. І.Пулюя., студент                                         |
| 15       | Стахів Олег Петрович        | 03.11.2010            | середня спеціальна | позапартійний                                 | тимчасово не працює                                               |